# Шеперд-авеню (линия Фултон-стрит, Ай-эн-ди)
|   |     |     |     |     |   |
| · | · л | · э | · э | · л | · |

|   |     |     |     |     |   |
| · | · л | · э | · э | · л | · |

«Шеперд-авеню» (англ. Shepherd Avenue) — станция Нью-Йоркского метрополитена, расположенная на линии Фултон-стрит, Ай-эн-ди. Станция находится в Бруклине, в районе Ист-Нью-Йорк, на пересечении Питкин-авеню и Шеперд-авеню. На станции останавливаются маршруты A (ночью) и C (круглосуточно, кроме ночи). Станцию проходит без остановки маршрут A (круглосуточно, кроме ночи).
Станция представлена четырьмя путями и двумя боковыми платформами, обслуживающими только локальные пути. Станция отделана в бордовых тонах. Помимо чёрных табличек на колоннах название станции представлено ещё и на стенах в виде мозаики.
Эта станция — полная копия соседней — Van Siclen Avenue. Она имеет только один выход, расположенный в середине платформ. Имеется мезонин, расположенный над платформами, существует возможность бесплатного перехода между платформами. Турникетный зал расположен в мезонине. Выход ведет к перекрестку Питкин-авеню и Шеперд-авеню.